# Sasquatch de Montréal
Les Sasquatch de Montréal sont une ancienne équipe de basket-ball de la Premier Basketball League (PBL) créée en 2008 et disparue en 2009 à la suite de problèmes financiers. Ils ne doivent pas être confondus avec le Royal de Montréal, qui fait partie de l'ABA.